# Die Geschichte meiner Frau

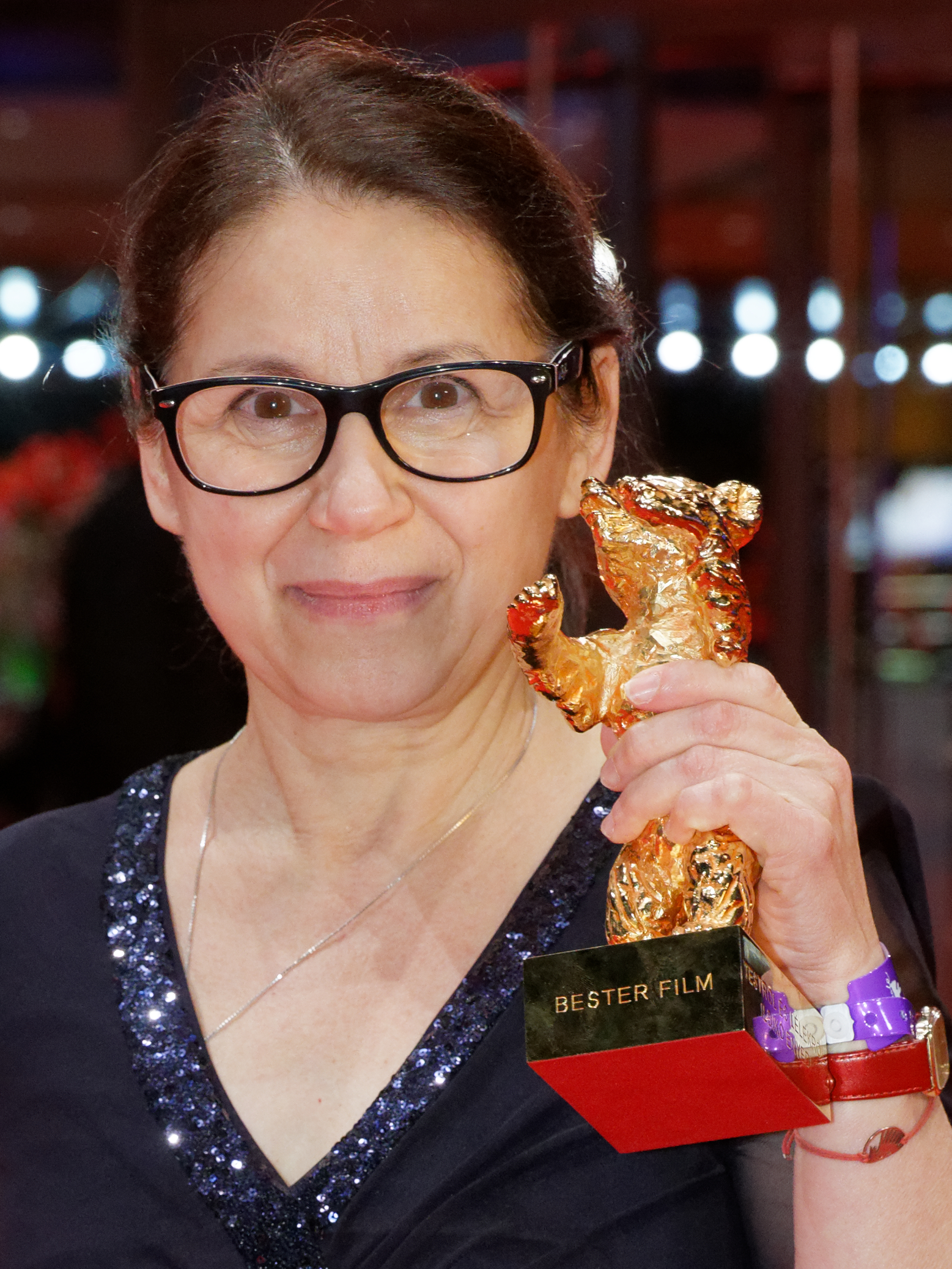
Die preisgekrönte Regisseurin Ildikó Enyedi

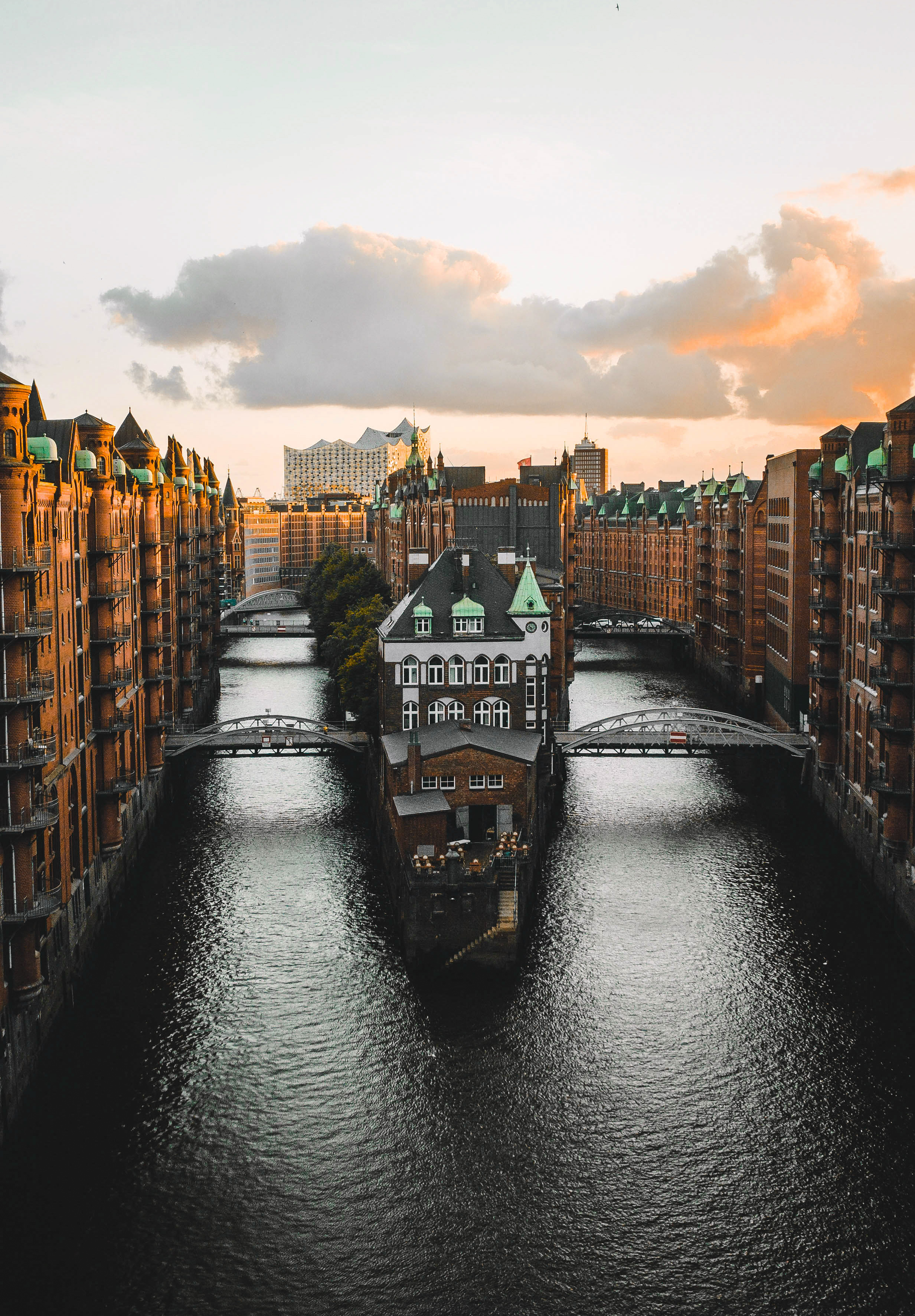
Die Hamburger Speicherstadt diente als Drehort für den Film.

Die Geschichte meiner Frau (Originaltitel: A feleségem története bzw. The Story of My Wife) ist ein Spielfilm von Ildikó Enyedi aus dem Jahr 2021. Die europäische Koproduktion basiert auf dem gleichnamigen Roman von Milán Füst aus dem Jahr 1942. Im Mittelpunkt der Handlung steht die schicksalhafte Liebesbeziehung eines niederländischen Schiffskapitäns (dargestellt von Gijs Naber) mit seiner französischen Ehefrau (Léa Seydoux) im Europa der 1920er-Jahre.
Der Historienfilm wurde am 14. Juli 2021 im Wettbewerb der 74. Internationalen Filmfestspiele von Cannes uraufgeführt. Der Kinostart in Deutschland fand am 4. November 2021 statt.

### Besetzung

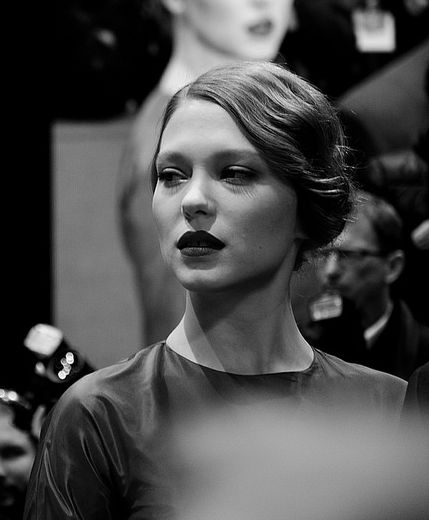
Léa Seydoux spielt die geheimnisvolle Lizzy.

## Handlung
Europa, in den 1920er-Jahren: Jakob Störr lässt sich mit einem Freund auf eine Wette ein. Der niederländische Kapitän soll die erste Frau heiraten, die das Café betritt, in dem beide Männer zusammen trinken. Dies führt zur Bekanntschaft mit der kapriziösen Französin Lizzy. Fortan ist Störrs Leben zahlreichen Prüfungen und Leiden ausgesetzt.

## Entstehungsgeschichte